# Czarna Oksza
Czarna Oksza, w dolnym biegu Kocinka – rzeka w województwach śląskim i łódzkim, w powiatach kłobuckim, częstochowskim i pajęczańskim. Płynie na Wyżynie Wieluńskiej.
Jest prawym dopływem Liswarty. Ma długość 40,2 km. Powierzchnia jej zlewni to 257,8 km².

## Bieg
Źródło rzeki znajduje się we wsi Golce, na wschodnich stokach Garbu Truskolaskiego. Płynie równoleżnikowo na wschód przez tereny leśne Grodziska. W Grodzisku znajduje się zespół stawów hodowlanych, zasilanych wodami Czarnej Okszy. Rzeka skręca za Grodziskiem na północny wschód i koło Libidzy wpływa na teren gminy Kłobuck. Pomiędzy Libidzą a Kamykiem dolina zwęża się (zbocza są miejscami strome, 20-23 m). Dno doliny jest płaskie, ma szerokość około 0,5 km, podmokłe i użytkowane jako łąki.
Dorzecze Czarnej Okszy jest asymetryczne. Z lewej strony dopływy są nieliczne, jeden z nich płynący spod Dębowej Góry ma długość 2,5 km. Z prawej strony, na terenie Kopca, do Czarnej Okszy uchodzi duży jej dopływ IV rzędu – Białka. Wpada ona do Liswarty w okolicach wsi Trzebca.
Rzeka w swoim dolnym biegu, najczęściej od miejsca połączenia biegu z Białą, nazywana jest Kocinką lub Kocinianką.

## Wędkarstwo
Rzeka administracyjnie należy do Polskiego Związku Wędkarskiego, Okręgu  w Częstochowie. Występują w niej pstrągi potokowe, o które dbają wędkarze z Koła PZW Mykanów. Nierzadko można spotkać okazy długości 70 cm. Koło wędkarskie organizuje cykliczne zawody Pstrąg Kocinki.

## Miejscowości leżące nad rzeką
- Golce
- Grodzisko
- południowo-wschodnia granica miasta Kłobuck
- Libidza
- Kamyk
- Borowianka
- Kopiec
- Kuźnica Kiedrzyńska
- Stary Kocin
- Wólka Prusicka
- Kuźnica
- Trzebca

## Dopływy
- Biała[1]
- Sękawica